# Tácito (emperador)
Marco Claudio Tácito Augusto (en latín, Marcus Claudius Tacitus Augustus; c. 200 - junio de 276), más conocido en la historiografía romana como Tácito, fue un emperador romano entre el 275 y el 276.
Descendiente de una familia senatorial de origen umbro, Tácito ejerció como cónsul ordinario antes de su ascenso al trono. Después de un breve interregno a causa del asesinato de Aureliano, fue elegido emperador por el senado. En las provincias de Asia Menor, Tácito derrotó a los godos, que conquistaron y saquearon grandes extensiones territoriales desde el mar Negro a Cilicia. Seis meses después de su ascenso a la púrpura imperial, murió en la ciudad de Tiana en Capadocia.
Tácito llevó el apelativo honorífico «Gótico Máximo» (en latín: Gothicus Maximus).

## Biografía

### Vida anterior al poder
La información sobre la vida de Tácito antes de ascender a la púrpura imperial es muy vaga y escasa. Según los informes del historiador bizantino Juan Zonaras y la Historia Augusta, en el momento que fue proclamado emperador tenía setenta y cinco —o setenta y seis— años, por lo que podemos intuir que nació alrededor del 200. Pero también es bastante probable que los relatos de los historiadores antiguos se basen únicamente en el deseo de mostrar una edad respetuosa al senador, y por lo tanto, teóricamente, podría haber sido mucho más joven. La Historia Augusta relata que Tácito nació en septiembre y que, durante su mandato, ordenó cambiar el nombre de dicho mes a «tacitus».
La mayoría de fuentes atribuyen a la ciudad umbra de Interamna Nahars (actual Terni), situada a sesenta kilómetros de Roma, como su tierra natal, aunque también existe la opinión de que en realidad era, como la mayoría de emperadores de esa época, un nativo de las provincias del Danubio. La Historia Augusta afirma que compartió relación con el historiador Publio Cornelio Tácito, pero los historiadores modernos reconocen esta afirmación como infundada y falsa. Se sabe que Tácito era un hombre con muchas riquezas, contaba con tierras en Interamna Nahars, así como en las provincias africanas de Numidia y Mauritania. Flavio Vopisco estimó el valor de su propiedad en unos doscientos ochenta millones de sestercios, aunque el valor exacto pudo variar debido a la inflación de la época. Marco Claudio Tácito tuvo varios hijos, cuyos nombres se desconocen, así como un hermano llamado Floriano, cuyo parentesco es disputado.
Poco se conoce sobre la carrera de Tácito. Solo se sabe con certeza que ocupó el cargo de cónsul ordinario junto al oficial Julio Placidiano. Sin embargo, el historiador Alaric Watson sugiere que él no fue cónsul sino otra persona que llevaba el mismo nombre (probablemente Aulo Cecina Tácito), dando como base el hecho de que era poco probable que una persona de una edad tan respetable hubiera sido nombrada para este puesto. Se cree que antes del consulado, ejerció otros cargos civiles durante su vida. Aunque no se tiene constancia de si Tácito ejerció alguna carrera militar, algunas fuentes sugieren que sirvió en las legiones del Danubio y que en el momento de convertirse en emperador ya se encontraba retirado. Sin embargo, toda la evidencia de los partidarios de esta hipótesis se reduce al hecho de que ninguno de los escritores antiguos apunta al estado civil de Tácito, algo que por sí solo no es suficiente para hacer afirmaciones sobre su carrera militar. En septiembre-noviembre de 275 —cuando Tácito fue proclamado emperador— se encontraba ejerciendo el cargo de princeps senatus.

### Ascenso al trono
Tras el asesinato de Aureliano hubo un interregno relativamente largo de 6 meses. Durante este tiempo las legiones y el senado consultaron sobre el posible nuevo emperador ya que Aureliano no había dejado ningún sucesor. Finalmente decidieron proclamar a Tácito, uno de los antiguos generales que luego había pasado a la carrera senatorial. 
En el momento de su proclamación Tácito ya había alcanzado la edad de 75 años, nada habitual en aquella época aunque este extremo no puede ser confirmado con certeza. Además según algunas fuentes contaba con una fortuna personal de 280 millones de sestercios aunque en aquellos días el valor había bajado debido a la inflación galopante.

### Reinado

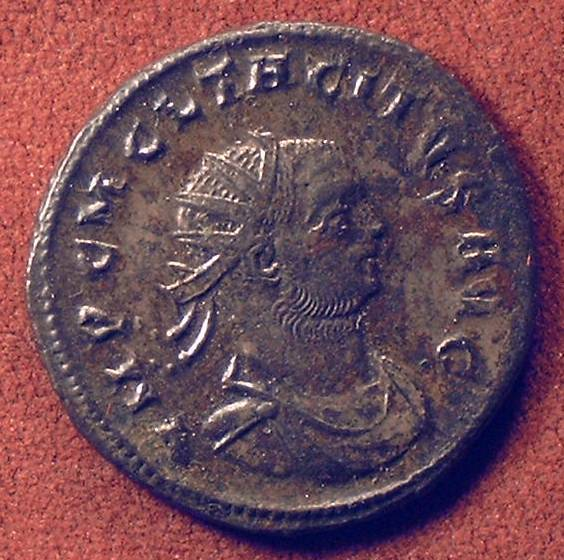
Antoniniano de Tácito.

Como primer emperador soldado desde hace mucho tiempo Tácito tenía esperanzas de fundar una nueva dinastía. Por esto nombró a su hermano Floriano como prefecto de los pretorianos.
Poco después de su subida al trono volvieron a resurgir las guerras en las fronteras cuando tribus germánicas pasaron el Rin y devastaron las zonas por donde pasaron. Al mismo tiempo los godos que dijeron haber sido llamados por el emperador Aureliano para luchar contra los persas entraron en Asia Menor desde el Mar Negro, pasando por el Cáucaso.
En consecuencia los hermanos se separaron. Tácito se ocupó de los godos mientras que Floriano luchó contra la invasión de los germanos. Ambos tuvieron éxito. Tácito consiguió una victoria frente los alanos cerca de Palus Maeotis.

### Muerte y sucesión
Tras tan sólo 6 meses en el poder y tras haber conseguido una victoria frente a los godos Tácito murió de repente y de manera inesperada en Tyana (Capadocia) en junio de 276. 
Nos han llegado dos versiones de su muerte. Eutropio y Aurelio Víctor cuentan que la muerte se debía a una infección con fiebre. mientras que Zósimo nos relata que Tácito fue asesinado y como responsables nombra a los mismos que habían asesinado a Maximino, gobernador de Siria y probablemente familiar de Tácito. 
Tácito fue sucedido por su hermano Floriano, quien reinó brevemente.